# 東京ディズニーリゾート・オフィシャルホテル
東京ディズニーリゾート・オフィシャルホテル（とうきょうディズニーリゾート・オフィシャルホテル、Tokyo Disney Resort Official Hotels）とは、東京ディズニーリゾート (TDR) 公式ホテルであり、3種類ある公式・公認ホテルとしては最高ランク、TDR直営のディズニーホテルを含めるとディズニーホテルに次ぐランクで、千葉県浦安市舞浜のTDRエリア内にあるホテルの事である。以下、オフィシャルホテルと称する。

## オフィシャルホテル一覧
オフィシャルホテルとなっているホテルは、以下の6つ。（開業順）
- 東京ベイ舞浜ホテル ファーストリゾート[注 1]
- シェラトン・グランデ・トーキョーベイ・ホテル
- ヒルトン東京ベイ
- ホテルオークラ東京ベイ[注 2]
- グランドニッコー東京ベイ 舞浜[注 3]
- 東京ベイ舞浜ホテル

## 宿泊者特典
オフィシャルホテル宿泊者は、以下の特典を受けられる。

### ホテル内でのパークチケット購入
東京ディズニーランド、東京ディズニーシーのパスポートをホテル内の指定カウンター、または、東京ディズニーリゾート・ウェルカムセンターで購入できる。また、旅行会社の観光券など引き換えが必要な入場券をパスポートに交換できる。

### パーク入園保証
通常、入園制限が行われた場合には、パスポートの販売が見合わされ購入が出来ない。また、パスポートを所有している場合でも、パスポートに入園日の指定が無い場合や、2パーク年間パスポートの場合は、入園が行えない。
しかし、オフィシャルホテルの宿泊者は、チェックイン日（チェックイン前）やチェックアウト日（チェックアウト後）でも、ホテル内でチケットを購入することが可能。既に日付指定・入園保証の無いパスポートを所持している場合や2パーク年間パスポートを所持している場合には、宿泊証明書の発行を受け、入園時に宿泊証明書を提示することにより、入園制限中のパークへの入園が可能。
企業による貸し切りなどによる特別営業の入園パスポートは購入できない。

#### ニューイヤーズ・イヴ・パスポートの購入
パーク入園保証の一環として、12月31日を含む宿泊者は、東京ディズニーランド、東京ディズニーシーで開催される年越しの特別営業「ニューイヤーズ・イヴ」に入園できる、「ニューイヤーズ・イヴ・パスポート」を宿泊者人数分、当日購入できる。

### 無料バゲッジデリバリーサービス
東京ディズニーリゾート・ウェルカムセンターの1階ホテルサービスカウンターにて手荷物の預け入れができる。荷物は直接ホテルへ搬送され、ホテル内のベルデスクにて引き取れる（宿泊室が決定されている場合は部屋に配送）。このサービスは、オフィシャルホテルとディズニーホテルの間でも可能。ただしホテルからウェルカムセンターへの配送はこの限りでなく有料である。

## 共通サービス
オフィシャルホテルには、以下の共通サービスがある。これらのサービスは宿泊者以外でも受けることができる。

### パーク情報の提供
パークの運営時間、イベントやショー公演時間の情報、アトラクションの休止情報など、パークの最新情報を提供する。

### ショップ
ホテル内にTDRの公式ショップ「ディズニーファンタジー」があり、パーク内で販売されている商品の一部を購入できる。

## TDR公式・公認ホテル
TDR公式・公認ホテルのカテゴリーは他に以下の3種類が存在する。
- ディズニーホテル
- パートナーホテル
- グッドネイバーホテル